# Gaspar Casal
Gaspar Casal Julián (Gerona, 1680 - Madrid, 1759) fue un médico y epidemiólogo español. Fue el primero en describir el llamado mal de la rosa, enfermedad conocida actualmente como pelagra.

## Biografía
Casal nació el 31 de diciembre de 1680 en la provincia de Gerona. Se le dieron cuatro nombres, Roque, Francisco, Gaspar y Narciso. Todo parece indicar que en 1686 Casal ya vivía en la localidad de Utrilla, provincia de Soria donde se hizo bachiller en artes a los 33 años, en 1713. Antes de esa fecha, hay registros que lo sitúan en Medinaceli, provincia de Soria, entre los años 1703 y 1705, donde practicó algo relacionado con la medicina. Los 5 años siguientes permaneció en Atienza, Guadalajara, hasta 1712, donde conoció a Juan Manuel Rodríguez Luna, farmacéutico aragonés con el que se le conoce tenían muy buena relación.
A partir de entonces se trasladó a Madrid, ciudad en la que pensaba permanecer, pero donde únicamente ejerció 4 años. No se conoce demasiada información de esta etapa de su vida. Se extrae de sus escritos que no se sentía a gusto con el seco clima. Se especula que Casal dejó Madrid por problemas con la Santa Inquisición, o por quizás ejercer sin título de médico y ser descubierto. Hasta el día de hoy es un misterio si Casal lo llegó a obtener.  
El verano de 1717 se trasladó al Principado de Asturias, donde trabajó hasta el año 1751, primero como médico municipal y más adelante al servicio del Cabildo de la Catedral. En Oviedo cultivó la amistad de Benito Jerónimo Feijoo, quien se hallaba por aquel entonces en su periodo de mayor prestigio. 
De la fama que se gestó en sus años en Oviedo se hizo eco Madrid, donde la Corte lo nombró en 1751 Médico Supernumerario de la Real Cámara de Fernando VI. Un año más tarde, en 1752, recibió el nombramiento de miembro de la Real Academia Médico-Matritense. El 10 de agosto de 1759, Casal fallece en Madrid.

## Historia Natural y Médica del Principado de Asturias
La Historia Natural y Médica del Principado de Asturias, editada en 1762, tres años después de su muerte, se puede considerar una recopilación de los escritos de Casal a lo largo de su vida. En la obra se describen entre otras cuestiones, las enfermedades más frecuentes que observó durante su ejercicio profesional en la región, entre ellas la sarna, el asma, la lepra y el mal de la rosa. Esta última enfermedad que recibió distintos nombres, como lepra asturiensis, escorbuto alpino, mal de hígado, mal del monte, mal de miseria o dermotraga, fue redescubierta posteriormente en Italia donde se le llamó pelagra, de pelle agra (piel áspera).
La descripción del mal de la rosa en su Historia Natural y Médica es el motivo de su fama a día de hoy: está considerado como el primer epidemiólogo español, gracias a la observación, análisis y descripción que realizó de la enfermedad. Casal relacionó acertadamente el mal de la rosa con una alimentación deficitaria, cuyo principal componente era el maíz, que constituía en su tiempo la base de la alimentación de los campesinos en la región.
En el año 1937 se comprobó que efectivamente está afección que actualmente se conoce generalmente como pelagra, está provocada por una ingesta insuficiente de ácido nicotínico o vitamina B3, sustancia apenas presente en el pan de maíz que consumían los campesinos de Asturias, por perderse esta vitamina en el proceso de elaboración de harina.

## Gaspar Casal Hoy
A día de hoy la figura de Gaspar Casal, “el primer epidemiólogo español”, sigue muy presente gracias a los esfuerzos de instituciones como la Real Academia de Medicina del Principado de Asturias y el Ilustre Colegio Oficial de Médicos del Principado de Asturias, mediante la realización de actos en su memoria, o la realización de obras como “La huella de Gaspar Casal”. 
La repercusión de Casal en la medicina moderna también fue reconocida por las ciudades de Gerona y Oviedo, otorgándole la primera el nombre de la calle “Carrer Gaspar i Casal” y la segunda la “Calle Doctor Casal”.
Además, en 1997 nació la Fundación Gaspar Casal, creada bajo la inspiración del personaje. La Fundación originalmente se creó para dar formación de postgrado a gestores clínicos. Hoy en día la Fundación Gaspar Casal destaca por sus  programas de formación en las disciplinas de salud pública, gestión clínica y sanitaria, economía de la salud, política sanitaria y evaluación de tecnologías sanitarias, así como en sus proyectos de investigación aplicada y difusión científica. El presidente del patronato de la Fundación, Jesús Millán Núñez-Cortés, describe así la relevancia de Casal: “Gaspar Casal y, desde luego, su maestro y mentor, el padre Feijoo, fueron la luz lejana que señala el camino de la Ilustración.”